# Emiliano P. Nafarrate Ceceña
El general Emiliano Próspero Nafarrate Ceceña fue un militar mexicano que participó en la Revolución mexicana. Nació en Yecorato, El Fuerte (Sinaloa) el 29 de julio de 1882, si bien debido a todo lo que hizo por Tamaulipas se le considera tamaulipeco.

## Carrera militar
Se adhirió al maderismo y después de la caída de Porfirio Díaz fue el segundo en jefe del 21.º. Cuerpo Rural, comandado por el general Jesús Agustín Castro. Tomó parte muy activa en los ataques a La Ciudadela durante la Decena Trágica, pero al consumarse la caída de Francisco I. Madero, Nafarrate fue parte fundamental en la sublevación del famoso 21.º. Cuerpo Rural que se trasladó en son de guerra de la Ciudad de México a Tamaulipas, para atacar la plaza de Ciudad Victoria en los meses finales de abril de 1913. Poco después abandonó a Jesús Agustín Castro y se incorporó a las fuerzas del general Lucio Blanco; participó en la toma de Matamoros, donde fue acusado de haber fusilado a varios jóvenes de las “defensas sociales”. Con Blanco también participó en el reparto de tierras de la Hacienda de Borregos, a mediados de 1913. Leal a Venustiano Carranza, combatió al villismo en el noreste, destacándose en su defensa a Matamoros y el fusilamiento del Gral. Eugenio Aguirre Benavides. Fue jefe militar de la plaza de Matamoros en el año de 1915 cuando se suscitaron los problemas del Plan de San Diego con los Estados Unidos. En 1917 fue electo Diputado Constituyente. Nafarrate fue muy cercano al general Luis Caballero, cuando éste y el general César López de Lara se enfrentaron por la gubernatura de Tamaulipas, siendo Nafarrate asesinado por una discusión con gendarmes en Tampico, con obvias finalidades político militares. Murió el 11 de abril de 1918 y una semana después estalló la Rebelión caballerista contra Venustiano Carranza.

## La boda del general Emiliano con María Luisa Espinosa
La vida del aguerrido general no se limitó únicamente al campo de batalla, entre sierras, senderos, cañonazos, pólvora y enfrentamientos. En este breve escrito, presentamos una descripción de su boda, donde destacan algunos personajes invitados a tan célebre evento de la época. Dos de ellos fueron críticos destacados de los discursos que el general pronunció en la tribuna de la Asamblea de 1917. Así, el periódico El Nacional, en su edición del jueves 24 de mayo de 1917, anunciaba la noticia de la siguiente manera: 
Hoy por la mañana contrajo matrimonio el general y senador Emiliano P. Nafarrate y la señorita María Luisa Espinosa, muy conocida en nuestros centros aristocráticos. La ceremonia religiosa se efectuó en el Templo de Nuestra Señora de Guadalupe en el Buen Tono. Está por demás decir que el recinto sagrado presentaba un bello aspecto pues a la exquisita hermosura de su decorado, hubo que agregar la belleza de numerosos ramos de azucenas y flores blancas.
La orquesta sinfónica, bajo la experta batuta del maestro Acuña, cubrió la parte musical. Tomaron participación conocidos cantantes metropolitanos. Cuando llegaron los novios, la orquesta ejecutó la "Marcha Nupcial" de Medelssohn. En seguida se tocó y cantó "el Ave María" de Gounod, "Ándate Religioso" de Sánchez; "Adagio de la Redención" de Bizet, "Ave María" de Suzzi y Tanhausser. 
La parte de canto estuvo a cargo de la señora Belani de Multedo, Carmen Fernández, Concepción Rivero, Amalia Flores, Guadalupe Becerril y Esperanza Sousa.

La novia se presentó luciendo un elegantísimo vestido nupcial. Apadrinaron de manos el señor licenciado: José Natividad Macías y señora Emilia Rivera de Macías, representados por el señor licenciado Manuel y la señorita Virginia Macías; de velación por el señor licenciado Alfonso Cravioto y la señorita Maura Sgobián, tía del contrayente. Ofició el Padre Ayala.
Concluida la ceremonia en la sacristía del templo se firmó el acta y las familias concurrentes presentaron sus felicitaciones a los novios. A medio día se sirvió un suculento banquete en el Hotel Ritz. La ceremonia civil se efectuará en la cuarta calle de Londres 45 y serán testigos, los señores Gerzáin Ugarte, Alfonso Cravioto, Félix Palavicini y Arturo Hube. La novia recibió muchos presentes de sus amistades y del hoy su esposo, que a decir de los que se dicen informados constituye una verdadera fortuna en joyas.